# Arrondissement de Labiau
L'arrondissement de Labiau est un arrondissement de Prusse-Orientale et existe de 1818 à 1945. Il est situé sur la côte sud-est de la lagune de Courlande et son chef-lieu est la ville de Labiau.

## Histoire
Depuis la réforme des arrondissements de Prusse-Orientale de 1752, la plus grande partie du territoire de l'arrondissement de Labiau appartenait à l'ancien arrondissement de Tapiau, qui comprend les anciens bureaux principaux de Prusse-Orientale de Labiau, Tapiau et Taplacken,. Le bureau principal de Labiau comprend 61 localités.
Dans le cadre des réformes administratives prussiennes, l'"Ordonnance relative à l'amélioration de l'organisation des autorités provinciales" du 30 avril 1815 rend nécessaire une réforme complète des arrondissements de toute la Prusse-Orientale, les arrondissements créés en 1752 s'étant révélés inadaptés et trop grands. Le 1er février 1818, le nouveau arrondissement de Labiau est créé dans le district de Königsberg dans la province prussienne de Prusse-Orientale à partir de la partie nord de l'arrondissement de Tapiau. Celui-ci comprend les paroisses de Caymen (de), German Labiau (de), Gilge (de), Legitten, Lituanien Labiau (de), Laukischken (de) et Popelken (de). Le bureau de l'arrondissement est à Labiau.
Depuis le 3 décembre 1829, l'arrondissement appartient - après la fusion des provinces de Prusse-Orientale et de Prusse-Occidentale - à la nouvelle province de Prusse dont le siège est à Königsberg.
Après la division de la province de Prusse en deux provinces, la Prusse-Orientale et la Prusse-Occidentale, l'arrondissement de Labiau devient partie intégrante de la Prusse-Orientale le 1er avril 1878.
Le 9 janvier 1884, la propriété de Michelau - une enclave dans l'arrondissement de Wehlau - est cédé de l'arrondissement de Labiau à l'arrondissement de Wehlau. Le 1er juillet 1891, les districts de domaine de Julienhöhe (de) et Willmanns de l'arrondissement de Königsberg sont incorporés à la commune de Labiau. Le 30 septembre 1929, conformément à l'évolution du reste de la Prusse, une réforme territoriale a lieu dans l'arrondissement de Labiau, au cours de laquelle la plupart des districts de domaine sont dissous et attribués à des communes voisines. Vers 1930, l'arrondissement de Labiau compte environ 50.000 habitants pour une superficie totale de 1066 kilomètres carrés
Au printemps 1945, l'arrondissement est occupé par l'Armée rouge puis passe sous administration soviétique. En octobre 1948, les Allemands sont expulsés. Selon les rapports, les Allemands ont eu 20 minutes pour emballer tous leurs biens et quitter leurs maisons.
Aujourd'hui, l'ancienne zone de l'arrondissement appartient à l'oblast russe de Kaliningrad.

## Évolution de la démographie
| Année | Habitants | Source |
| ----- | --------- | ------ |
| 1818  | 24 755    | [ 6 ]  |
| 1846  | 44 856    | [ 7 ]  |
| 1871  | 50 672    | [ 8 ]  |
| 1890  | 53 220    | [ 9 ]  |
| 1900  | 51 194    | [ 9 ]  |
| 1910  | 51 057    | [ 9 ]  |
| 1925  | 50 003    | [ 9 ]  |
| 1933  | 51.014    | [ 9 ]  |
| 1939  | 50 585    | [ 9 ]  |

## Politique

### Administrateurs de l'arrondissement
- 1818–183600von Cisielsky
- 1836–186900Friedrich von Negelein
- 1869–187800Gustav von Heyer (de)
- 1878–188000Arthur von Knobloch
- 18800000000Krantz
- 1880–189200Karl Robert-Tornow (de)
- 1892–189900Max Rötger (de)
- 1899–190700Karl Hesse
- 1907–191500Walter von Hippel (de)
- 1915–191800Georg Albert Bacmeister (de)
- 1918–192000Otto Constantin (de)
- 1920–192700Kurt Führer (de)
- 1927–193300Paul Josupeit (de)
- 1933–193900Ernst Penner (de)
- 19400000000Wilhelm Stursberg
- 19400000000Artur Lebrecht
- 19430000000Arnold Krampe
- 1943–194400Klaus von der Groeben
- 19440000000Gerhard Kohlhoff
- 19450000000Arnold Krampe (de)

### Élections
Dans l'Empire allemand, l'arrondissement de Labiau et l'arrondissement de Wehlau forment la 2e circonscription du district de Königsberg (de)

### Constitution communale
Depuis le XIXe siècle, l'arrondissement de Labiau est divisé en villes, en communes rurales et en districts de domaine. Avec l'introduction de la loi constitutionnelle prussienne sur les communes du 15 décembre 1933 ainsi que le code communal allemand du 30 janvier 1935, le principe du leader est appliqué au niveau municipal. Une nouvelle constitution d'arrondissement n'est plus créée; Les règlements de l'arrondissement pour les provinces de Prusse-Orientale et Occidentale, de Brandebourg, de Poméranie, de Silésie et de Saxe du 19 mars 1881 restent applicables.

## Districts de bureau
En plus de la ville de Labiau, il y a 34 districts de bureau dans l'arrondissement de Labiau entre 1874 et 1945 :
| Nom                                                   | Nom du changement 1938–1946 |  | Nom                                            | Nom du changement 1938–1946 |
| ----------------------------------------------------- | --------------------------- |  | ---------------------------------------------- | --------------------------- |
| Bärwalde (de)                                         |                             |  | Mehlauken (de)                                 | Liebenfelde                 |
| Bendiesen                                             |                             |  | Mettkeim (de)                                  |                             |
| Droosden (de)                                         |                             |  | Nemonien (de)                                  | Elchwerder                  |
| Geidlauken (de)                                       | Heiligenhain                |  | Neuwiese (de) jusqu'à 1930: Schaltischledimmen |                             |
| Gertlauken (de)                                       |                             |  | Obscherninken 1938–1946: Dachsfelde            | Korehlen (de)               |
| Gilge (de)                                            |                             |  | Pareyken (de) 1938–1946: Goldberg              | Schakaulack                 |
| Groß Baum (de)                                        |                             |  | Pfeil                                          |                             |
| Hindenburg (de) jusqu'à 1918: Groß Friedrichsgraben I |                             |  | Piplin                                         | Timberhafen                 |
| Kaymen (de)                                           | Kaimen                      |  | Popelken (de)                                  | Markthausen                 |
| Klein Baum jusqu'à 1931 : Rosenberg                   |                             |  | Reikeninken (de)                               | Reiken                      |
| Klein Naujock, Forst jusqu'à 1902: Pöppeln, Forst     | Erlenwald                   |  | Scharlack (de)                                 |                             |
| Kotta, Forst                                          | Liebenfelde, Forst          |  | Schmerberg                                     |                             |
| Lagune de Courlande                                   |                             |  | Spannegeln (de)                                |                             |
| Lablacken (de)                                        |                             |  | Sternberg jusqu'à 1931: Alt bzw. Neu Sternberg |                             |
| Laukischken (de)                                      |                             |  | Tawellningken                                  | Tawellenbruch               |
| Lauknen (de)                                          | Großes Moosbruch (de)       |  | Uszballen 1938–1938: Uschballen                | Mühlenau                    |
| Legitten (de)                                         |                             |  | Wanghusen (de) jusqu'à 1929 : Greiben          |                             |

## Communes
Le 1er janvier 1938, l'arrondissement de Labiau comprend la ville de Labiau et 141 autres communes :
| - Abschruten (de) - Agilla (de) - Alt Gertlauken (de) - Alt Heidendorf (de) - Alt Kirschnabeck (de) - Alt Sussemilken (de) - Auerfelde - Auerwalde - Bartuszen - Berszgirren - Bielauken - Bittehnen (de) - Bittkallen (de) - Blöcken - Bothenen - Burgsdorf (de) - Danielshöfen - Dedawe (de) - Domharthenen - Duhnau - Eichenberg - Escherninken (de) - Florlauken - Florweg - Friedrichsburg (de) - Geduhnlauken - Geidlauken (de) - Gilge (de) - Goltzhausen (de) | - Groß Baum (de) - Droosden (de) - Groß Elxnupönen - Groß Ischdaggen - Groß Kallkeninken - Groß Kirschnakeim (de) - Legitten (de) - Groß Pöppeln (de) - Reikeninken (de) - Groß Rudlauken (de) - Groß Steindorf (de) - Hagenwalde (de) - Herzfelde (Ostpr.) - Hindenburg (de) - Jorksdorf (de) - Juwendt (de) - Kadgiehnen - Kallweninken - Kampken (de) - Kapstücken - Kaymen (de) - Kelladden (de) - Kermuschienen - Klein Baum - Klein Kallkeninken - Klein Sittkeim - Klein Steindorf (de) - Klewienen - Korehlen (de) | - Krakau (de) - Kreuzweg - Labagienen (de) - Labiau, ville - Lablacken (de) - Lankeninken - Lappienen - Laukischken (de) - Lauknen (de) - Lauschen - Leiszen (de) - Lethenen - Lindenau (de) - Lucknojen (de) - Ludendorff - Luschninken (de) - Marienbruch - Mehlauken (de) - Mehlawischken - Mettkeim (de) - Minchenwalde (de) - Moritten (de) - Nautzken - Nemonien (de) - Neuwiese (de) - Obscherninken - Paaringen - Packalwen - Pannaugen | - Panzerlauken (de) - Pareyken (de) - Paschwentschen - Paschwirgsten - Patilschen - Peldschen - Perdollen (de) - Peremtienen (de) - Permauern (de) - Petricken - Piplin - Plattupönen (de) - Plicken - Pogarblauken - Popelken (de) - Poßritten - Pronitten (de) - Pustlauken - Rinderort (de) - Rogainen (de) - Rüdlauken (de) - Schakaulack - Schallgirren - Scharlack (de) - Schaudienen (de) - Schelecken (de) - Schillgallen - Schmilgienen (de) - Schulkeim | - Schwirgslauken (de) - Seegershöfen - Sellwethen - Senseln - Sergitten - Serpentienen - Sielkeim - Skieslauken - Spannegeln (de) - Stellienen - Stenken - Szallgirren (de) - Szanzell (de) - Szargillen (de) - Szerszantinnen (de) - Theut (de) - Thiemsdorf - Timber - Treinlauken - Uszballen - Wachsnicken - Wanghusen (de) - Wartenburg - Wilkowischken - Willmanns - Wittgirren (de) |

Dans l'arrondissement se trouvent également les sept districts de domaine non constitués en commune : Forst Klein Naujock, Lagune de Courlande, Forst Mehlauken, Moosbruch (de), Forst Pfeil, Forst Sternberg et Forst Tawellningken.
Communes dissoutes avant 1945
| - Alexen (de), le 12 février 1926 à Mehlauken - Alt Pawlauken, 1888 à Mehlauken - Alt Pustlauken, le 1er octobre 1935 à Pustlauken - Alt Rinderort, le 30 septembre 1928 à Rinderort - Ant-Alexen, le 5 juillet 1922 à Mehlauken - Augstagirren (de), le 30 septembre 1928 à Groß Baum - Auxkallen, le 1. Janvier 1938 à Kallweninken - Berschgirren, le 1er avril 1938 à Groß Baum - Becharming, le 1er janvier 1938 à Kallweninken - Bielken, le 1er avril 1939 à Berghöfen - Borehlen, 1893 à Uszballen - Dwielen (de), le 1er janvier 1929 à Groß Rudlauken - Friedlaken (de), le 30 septembre 1928 à Gross Legitten - Friedrichsmühle, le 1er avril 1939 à Liebenfelde - Geduhlauken, le 1er avril 1938 à Auerfelde - Greiben, le 29 janvier 1912 à Thiemsdorf - Groß Bärwalde (de), le 30 septembre 1928 à Friedrichsburg - Groß Karklienen, 1897 à des fins d'exposition - Groß Sittkeim, le 30 septembre 1928 à Stenken - Groß Steindorf (de), le 1er avril 1940 à Steindorf - Heidendorf, le 1er avril 1939 à Ludendorff - Kallweninken b. Mehlauken, 1893 à Kallweninken - Kallweninken b. Spangeln, 1893 à Kallweninken - Kallweninken bei Labiau (de), le 30 septembre 1928 à Szanzell - Rails Kermus, sur 1er avril 1938 à Schmilgienen - Klein Bärwalde (de), le 30 septembre 1928 à Groß Pöppeln - Klein Kirschnakeim (de), le 30 septembre 1928 à Szanzell | - Klein Reikeninken, le 30 septembre 1928 à Groß Reikeninken - Klein Sittkeim, le 1er avril 1939 à Lindenau - Klein Steindorf (de), le 1er avril 1940 à Steindorf - Kleinkalkfelde, le 1er avril 1939 à Kalkfelde - Kreuzberg, le 1er avril 1939 à Weißenbruch - Kunzenrode, le 1er avril 1939 à Liebenfelde - Kupstienen, le 15 février 1911 au district immobilier de Mehlauken - Lankeninken b. Mehlauken, 1893 à Lankeninken - Lankeninken b Spangeln, 1893 à Lankeninken - Lauschen, le 1er avril 1938 à Herzfelde - Mauschern, le 16 octobre 1909 au quartier du domaine Nemonien - Möwenort, le 1er avril 1939 à Ludendorff - Needau, le 30 septembre 1928 à Jackaulack - Neu Bärwalde (de), le 30 septembre 1928 à Goltzhausen - Neu Pustlauken, le 1er octobre 1935 à Pustlauken - Neu Rinderort, le 30 septembre 1928 à Rinderort - Neu Schaudienen, 1897 à Schaudienen - Paschwirgsten, le 1er avril 1938 à Schmilgienen - Rudlauken près de Mehlauken, le 30 septembre 1928 à Florlauken - Schallgirren, le 1er avril 1939 à Escherninken - Schmallenberg, le 14 mars 1930 à Piplin - Schwarzlauken, le 1er juillet 1931 à Lapienen - Schwirgslauken (de), le 1er avril 1938 à Herzfelde - Seegershofen, le 1er avril 1939 à Danielshöfen - Szerszantinnen (de), le 1er avril 1938 à Kelladden - Wilditten, le 30 septembre 1928 à Bothenen - Wolfshof, le 1er avril 1939 à Weißenbruch |

## Changements de noms de lieux
En 1938, mais aussi de manière isolée les années précédentes, d'importantes modifications de noms de lieux ont lieu dans l'arrondissement de Labiau. Il s'agit le plus souvent d'adaptations phonétiques, de traductions ou d'inventions libres, car "pas assez allemand" :
| - Abschruten (de) → Ehlertsfelde - Agilla (de) → Haffwerder - Alt Domharthenen → Domharthenen (1932) - Alt Heidendorf (de) → Heidendorf - Alt Heidlauken → Wiepenheide - Alt Kirschnabeck (de) → Kirschbeck - Alt Sussemilken (de) → Friedrichsrode (Ostpr.) - Auxkallen → Ackerhof - Bartuszen (de) → Bartuschen (1936) → Bartelshöfen (1938) - Berszgirren → Berschgirren (1936) → Birkenhöfen (1938) - Beszarwen → Bescharwen (1936) → Scharhöfen (1938) - Bielauken → Bielken - Bittehnen (de) → Biehnendorf - Bittkallen (de) → Bitterfelde - Budwallen → Budewald - Dedawe (de) → Deimehöh - Domharthenen → Domhardtfelde - Dwielen (de) → Meißnershof - Eszerningken (de) → Escherningken (1936) → Gutfließ (1938) - Florlauken → Blumenfelde (Ostpr.) - Geduhnlauken → Geden - Geidlauken (de) → Heiligenhain - Groß Elxnupönen → Erlenfließ - Groß Friedrichsgraben I (de) → Hindenburg (1918) - Groß Friedrichsgraben II → Ludendorff (1918) - Groß Ischdaggen → Rodenwalde (Ostpr.) - Groß Kallkeninken → Groß Kalkfelde - Groß Kirschnakeim (de) → Kirschkeim - Groß Reikeninken (de) → Reiken - Groß Rudlauken (de) → Rotenfeld - Groß Stumbragirren → Auerwalde (1929) - Jourlauken → Kleinkreuzweg - Juwendt (de) → Möwenort - Kallweninken → Hügelort - Kaymen (de) → Kaimen - Kelladden (de) → Waldwinkel (Ostpr.) - Kermuschienen → Forstreutershof - Klein Elxnupönen (de) → Kleinerlenfließ - Klein Kallkeninken → Kleinkalkfelde - Klein Kirschnakeim (de) → Kleinschanzkrug - Klein Naujock → Erlenwald - Klein Reikeninken → Kleinreiken - Klewienen → Seegershöfen - Kreutzweg → Kreuzweg - Kupstienen → Moorfelde - Labagienen (de) → Haffwinkel - Lankeninken → Langenheim - Lappienen → Daudertshöfen - Lauknen (de) → Hohenbruch (Ostpr.) - Lauszen → Lauschen (1936) → Brachhöfen - Leiszen (de) → Leischen (1936) → Hirschdorf (1938) - Lucknojen (de) → Neuenrode - Luschninken (de) → Friedrichsmühle - Mauschern → Kleinlangendorf - Mehlauken (de) → Liebenfelde (Ostpr.) | - Mehlathal → Liebenhof - Mehlawischken → Liebenort - Minchenwalde (de) → Lindenhorst - Nemonien (de) → Elchwerder - Neu Domharthenen (de) → Kleindomhardtfelde - Neu Kirschnabeck (de) → Kleinhirschdorf - Neu Sussemilken → Neu Friedrichsrode - Obscherninken → Dachsfelde - Packalwen → Berghöfen - Paggarszwienen → Paggarschwienen (1936) → Krauseneck (1938) - Pannaugen → Habichtswalde - Panzerlauken (de) → Panzerfelde - Paringen → Paaringen - Pareyken (de) → Goldberg (Ostpr.) - Paschwentschen (de) → Wittenrode - Paschwirgsten → Bünden - Patilszen → Patilschen (1936) → Kunzenrode (1938) - Peldszen → Peldschen (1936) → Deimemünde (1938) - Permauern (de) → Mauern (Ostpr.) - Petricken → Welmdeich - Petruschkehmen (de) → Kleinburgsdorf - Piplin → Timberhafen - Plattupönen (de) → Breitflur - Plompen → Heiligenfließ - Pogarblauken → Pogarben - Popelken (de) → Markthausen - Pustlauken → Hallenau - Rogainen (de) → Hornfelde - Rudflorlauken → Kleinblumenfelde - Rudlauken → Göbelshof - Schaltischledimmen → Neuwiese - Schaudienen (de) → Kornhöfen - Schelecken (de) → Schlicken - Schetricken → Wiepenheide - Schillgallen → Heiderode - Schlepecken (de) → Kleinpronitten - Schmilgienen (de) → Kornfelde (Ostpr.) - Schwarzlauken → Kleindaudertshöfen - Schwirgslauken (de) → Herzfelde (Ostpr.) - Serpentienen → Beerendorf (Ostpr.) - Skieslauken → Mörnersfelde - Skroblienen → Hagenwalde (1929) - Skrusdienen (de) → Steinrode - Stellienen → Deimetal - Szallgirren → Schallgirren (1936) → Schliebenwalde (1938) - Szanzell → Schanzell (1936) → Schanzkrug (1938) - Szargillen (de) → Schargillen (1936) → Eichenrode (1938) - Tawellningken → Tawellenbruch - Treinlauken → Kreuzberg - Uszballen → Uschballen (1936) → Mühlenau (1938) - Uszkampen → Uschkampen (1936) → Kleinmarkthausen (1938) - Wilkowischken → Wolfshof - Wittgirren → Weißenbruch |

## Personnalités
- Colmar von der Goltz (1843-1916), maréchal, historien militaire
- Anna Neander, épouse du pasteur de Laukischken (de), connue sous le nom d'Ännchen von Tharau
- Arthur Daehnke (de) (1872-1932), magistrat à Mehlauken et officier, le "Grand Prophète"
- Bruno Huguenin (de) (1880-1964), avocat dans le système coopératif